# 止 (佛教)
止（śamatha；藏語：ཞི་གནས་，威利转写：zhi gnas，羅馬拼音：shyiné），又譯為寂止、止息、寂靜、寂等，音譯作奢摩他、奢摩它、舍摩他、奢摩陀、舍摩陀，佛教術語，是以專注的力量，安定身心，以求進入三昧的修行方法。
奢摩他與毗婆舍那是達到解脫的兩種修行法門，是修行禪那的兩種方法之一。漢傳佛教中，將此二者合稱為止觀。

## 釋義
奢摩他的意思是止、寂靜、能滅、能調等。它的功能則是令心念集中、專一，止息一切外在行為與內在的精神情緒和思維，熄滅一切散亂煩惱，停止對一切相的分別心，達到身與心的輕安，以進入定境。
它跟三摩地的差別在於，三摩地是廣義的泛指一切達到心念不動的境界，而奢摩他專指能夠進入禪那的一種修行方法。

## 修行方法
《瑜伽師地論》以九住心來說明修行奢摩他的過程，七種作意為修行方法。